# Vasily Nalimov
Vasiliy Vasilievich Nalimov (Васи́лий Васи́льевич Нали́мов; 4 de novembro de 1910 – 19 de janeiro de 1997) foi um filósofo russo e humanista e escreveu sobre Psicologia Transpessoal. Suas principais áreas de pesquisa foram a filosofia da probabilidade e suas manifestações biológicas, matemáticas e linguísticas. Ele também estudou os papéis do gnosticismo e do misticismo na ciência. Thompson (1993) resume Nalimov como: "... filósofo, educador, marido devotado, matemático, dissidente, escritor e (embora ele possa negá-lo) visionário".
Nalimov tem uma reputação como fundador da área da Cienciometria, como ele cunhou o termo russo "Naukometriya" em 1969, juntamente com Mulchenko. Ele não estava propondo o conceito de índice de citação, como às vezes se afirmava. Essa ideia vem de muito mais atrás (1873) e foi usada profissionalmente pela primeira vez na área do direito para procurar casos relacionados com Critérios de Shepard. Foi introduzido em grande escala na ciência por Eugene Garfield.
O pai de Nalimov, Vasily Petrovich, obteve um diploma em medicina formal em Moscou, foi antropólogo e etnógrafo e foi considerado um xamã por sua comunidade. A mãe de Nalimov, Nadezhda Ivanovna, estava entre o primeiro grupo de mulheres a se formar como médicos na Rússia.
Nalimov era um colega de trabalho do matemáticoAndrey Kolmogorov. Rustum Roy tinha alta consideração por Nalimov e patrocinou algumas de suas obras.